# Salva Kiir Mayardit
Salva Kiir Mayardit (Bahr al-Ghazal, 13 settembre 1951) è un politico e generale sudsudanese, presidente della Repubblica del Sudan del Sud dall'indipendenza del Paese nel 2011.
Fu uno dei fondatori del Movimento di Liberazione del Popolo del Sudan, del quale guidò l'ala armata.
A seguito della morte di John Garang, nel 2005 divenne il presidente della Regione Autonoma del Sudan Meridionale e il 26 aprile 2010 vinse le prime elezioni presidenziali del Sudan del Sud. Nel gennaio del 2011 ha sostenuto il referendum di indipendenza del suo Paese dal resto del Sudan.

## Biografia

### Primi anni
Salva Kiir è nato nel 1951 nel Sudan meridionale, in una famiglia di allevatori appartenenti alla tribù dei Dinka, nel villaggio di Akon all'interno della comunità Dinka e Awan-Chan nello stato sud-sudanese di Gogrial. Kiir è nato come ottavo di nove figli (6 maschi e tre femmine). Suo padre, Kuethpiny Thiik Atem (morto nel 2007), era un allevatore di bestiame appartenente al clan Payum. Atem ebbe tre mogli, di queste Awiei Rou Wol Tong è la madre di Kiir, contadina e appartenente al clan Payii.

## Partecipazione alle guerre civili in Sudan
Alla fine degli anni '60, Salva Kiir entrò a far parte del gruppo separatista ribelle di Anyanya (o Anya-ya) che partecipava alla prima guerra civile sudanese. Nel 1972, quando il conflitto si concluse con gli accordi di Addis Abeba, Kiir era riuscito a diventare sottufficiale del gruppo armato.
Nel 1983, l'allora presidente del Sudan, Ja'far al-Nimeyri violò gli accordi di Addis Abeba: impose la Shari'a come legge da applicare in tutto lo Stato, e i confini amministrativi del Sudan del Sud vennero ritoccati e il governo della regione autonoma del Sudan meridionale venne sciolto. In breve tempo il Sud si sollevò contro il governo centrale, e quando John Garang si unì all'ammutinamento dell'esercito che era stato mandato a reprimere, Kiir e altri leader originari del sud del paese si unirono al gruppo ribelle del Movimento di Liberazione del Popolo del Sudan (SPLM/A) nella seconda guerra civile in Sudan. Garang aveva una conoscenza militare notevole nonché esperienza sul campo sia negli Stati Uniti che in Sudan, per cui Kiir aderì immediatamente alla nuova formazione e in breve tempo fece carriera fino a diventare il vice di Garang.
Nel 1997, nel corso della seconda guerra civile sudanese, Kiir guidò le truppe dell'Esercito dell'Esercito di Liberazione del Popolo del Sudan (SPLA), il braccio armato del SPLM. Le truppe guidate da Kiir presero parte all'operazione Thunderbolt, un'offensiva ribelle particolarmente di successo grazia alla quale il SPLA conquistò la maggior parte del territorio dello stato sud-sudanese dell'Equatoria Occidentale. Kiir in seguito riuscì a fare carriera fino a guidare il SPLA in seguito alla morte di John Garang a seguito di un incidente a bordo di un elicottero che lo stava riportando dall'Uganda in Sudan.

## Ruolo nella politica del Sudan del Sud

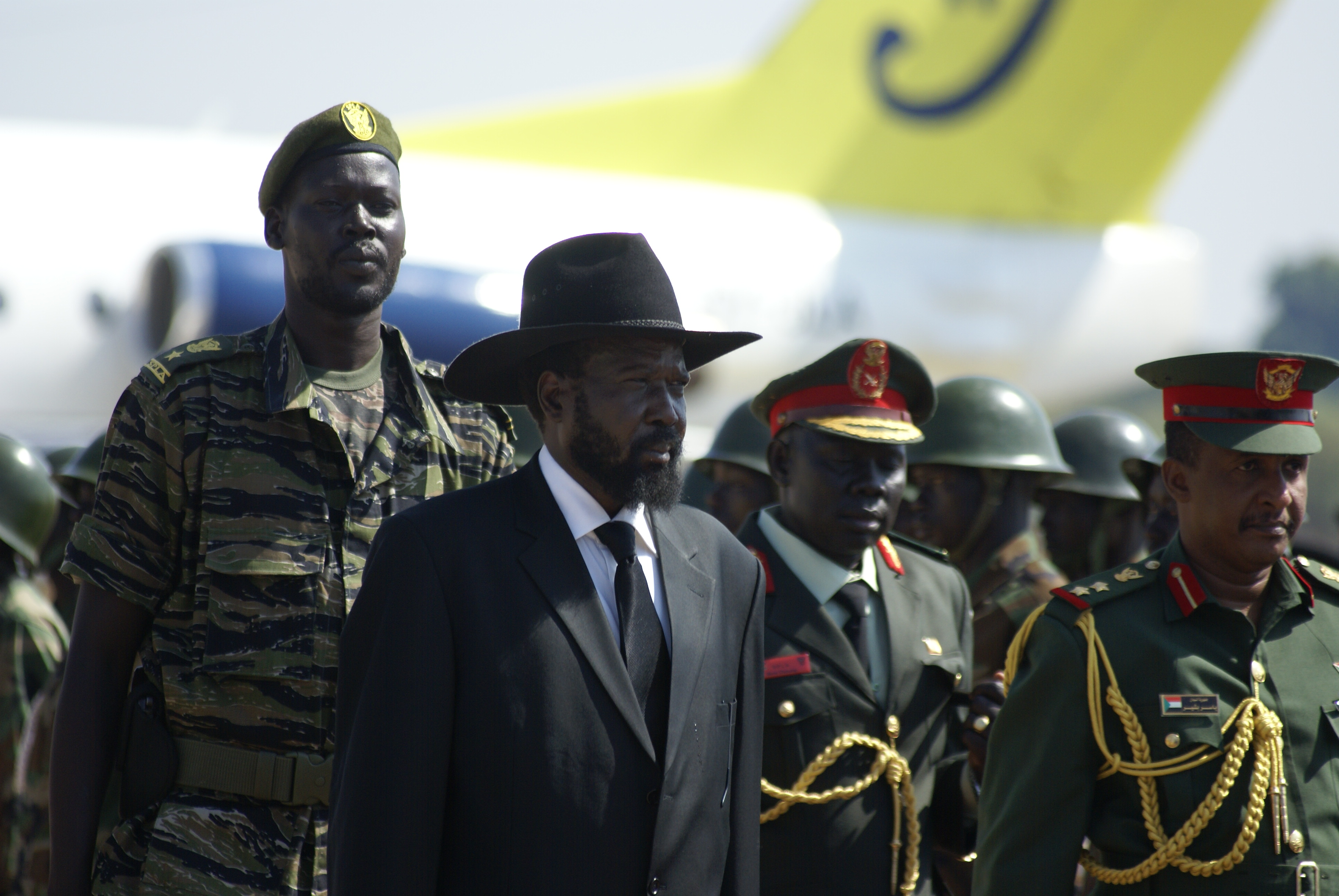
Salva Kiir Mayardit con i vertici dell’esercito all’aeroporto internazionale di Giuba

Nel 2002 John Garang e l'allora presidente del Sudan Omar Hasan Ahmad al-Bashir iniziarono dei colloqui di pace che culminarono con la negoziazione e firma del Comprehensive Peace Agreement (CPA o Accordo di Naivasha) nel gennaio 2005 che pose fine alla seconda guerra civile sudanese. L'accordo riconosceva l'autonomia del Sudan del Sud e preparava il terreno per un possibile referendum per l'indipendenza del paese dal Sudan. A seguito dell'accordo, inoltre, John Garang venne nominato Vicepresidente della Repubblica del Sudan e Presidente del Governo del Sudan del Sud (GOSS). Nel mentre, Salva Kiir divenne Vicepresidente del GOSS. Quando il 30 luglio 2005 Garang morì a seguito di un incidente d'elicottero mentre tornava da una visita ufficiale in Uganda, Salva Kiir venne scelto per succedergli e prendere l'incarico di Primo Vicepresidente del Sudan e Presidente del Sudan del Sud. Prima dell'indipendenza, Kiir godeva di una certa popolarità tra l'ala armato del SPLM/A per via della sua lealtà alla visione del movimento ribelle per tutta la durata della lotta per la liberazione del paese, ma anche tra coloro che non si fidavano dei governi in Sudan.